# Rosenkilde og Bagger
Rosenkilde og Bagger var et antikvariat, boghandel og bogforlag i Kronprinsensgade i København. Virksomheden blev etableret 1937 som antikvariat af Volmer Rosenkilde (1908-1980), der fra 1941 gik i kompagniskab med Aksel Bagger (1893-1975). Fra 1945 rummede virksomheden også et forlag. Volmer Rosenkildes forfattede selv litterære arbejder om boghistoriske emner. Sønnerne af de to grundlæggere, Henrik Rosenkilde (f. 1942) og Hans Bagger (1925-1994), overtog firmaet, der imidlertid kom i knibe på grund af et ambitiøst ombygningsprojekt. Det medførte boghandelens lukning i 1985, og i 1994 måtte antikvariatet lide samme skæbne. Forlaget kunne dog videreføres med grundlag i serien Early English Manuscripts in Facsimile.